# Werner H. Schmidt
Werner H. Schmidt (* 9. Juni 1935 in Mülheim an der Ruhr) ist ein deutscher evangelischer Theologe und emeritierter Professor für Altes Testament.

## Leben
Schmidt, der Sohn eines Rektors einer Evangelischen Volksschule, studierte nach dem Abitur am Gymnasium Fabritianum in Uerdingen ab 1955 zuerst Physik, bald aber Evangelische Theologie an den Universitäten Marburg und Göttingen. An der Kirchlichen Hochschule Berlin wurde er 1960 mit einer Arbeit über das Königtum Gottes in Ugarit und Israel promoviert; Rolf Rendtorff hatte Schmidt dazu ermutigt, nachdem dieser in einem seiner Seminare ein Referat zum Thema gehalten hatte. 1961 wurde Schmidt Vikar in Essen, 1962 Assistent von Hans Walter Wolff an der Johannes Gutenberg-Universität Mainz. Dort habilitierte er sich 1964 mit einer Studie zur Schöpfungsgeschichte der Priesterschrift.  Nach einer kurzen Tätigkeit als Dozent in Mainz wurde er 1966 auf den Lehrstuhl für Altes Testament in Wien berufen. 1969 folgte ein Ruf nach Kiel, 1978 nach Marburg und schließlich 1984 nach Bonn, wo er bis zu seiner Emeritierung im Jahr 2000 verblieb. In Bonn war er zugleich auch Direktor des Instituts für Hermeneutik.
Bekannte Schriften sind seine beiden Lehrbücher Einführung in das Alte Testament und Alttestamentlicher Glaube, die Generationen von Theologiestudierenden begleitet haben.
Schmidt war u. a. Mitherausgeber des Biblischen Kommentars zum Alten Testament, der Reihe Biblisch-theologische Studien und der Zeitschrift Glaube und Lernen.

## Wissenschaftliche Arbeit
Bereits seit seiner Dissertation sucht Schmidt religionsgeschichtliche und theologische Fragestellungen zu verbinden. Ein wichtiges Anliegen ist ihm, das Gemeinsame der biblischen Schriften herauszuarbeiten und so zu einer „Mitte“ des Alten Testaments zu gelangen, die er in der „Ausschließlichkeit des Glaubens“ findet, wie sie sich am deutlichsten im Ersten (und zweiten) der Zehn Gebote ausspricht.
Zugleich fragt er nach dem Einfluss des Alten Testaments auf den christlichen Glauben. Eine Übersicht über die Themen des christlichen, besonders auch des evangelischen Glaubens, welche auf das Alte Testament zurückzuführen sind, findet sich in einer seiner neueren Schriften „Eine Grundunterscheidung des Glaubens“ (2. Aufl. 2023). Schmidt ist der erste Alttestamentler von Rang, der einen solchen Überblick vorlegt.
Schmidt ist einer der profiliertesten Verfechter der Quellenscheidung im Pentateuch, einer Hypothese, die davon ausgeht, dass die Fünf Bücher Mose aus mehreren ursprünglich selbständigen Quellen und redaktionellen Ergänzungen bestehen. Die Sachgemäßheit dieser Hypothese sucht er besonders in seinem Exodus-Kommentar (zu Ex 1 – 15,21) nachzuweisen.
Weiterer Forschungsschwerpunkt ist die Prophetie, hier besonders der Prophet Jeremia. In seiner zuerst 1973 erschienenen Schrift Zukunftsgewißheit und Gegenwartskritik sucht er zu zeigen, dass die prophetische Zukunftsansage nicht Folge einer Einsicht in die herrschenden Verhältnisse der jeweiligen Gegenwart ist, sondern dass die prophetische Kritik an der Gegenwart (besonders die Sozial- und Tempelkritik) der Einsicht in das kommende Unheil entspringt. Die Propheten verkünden nach Schmidt so keine Mahnung zur Umkehr, sondern sie wollen Einsicht in die Zukunft wecken.
Bedeutsam ist zudem Schmidts Nachweis, dass das Buch Amos deuteronomistisch überarbeitet wurde (1965). Seine Veröffentlichung hat später Winfried Thiel  dazu angeregt, die deuteronomistische Redaktion des Jeremiabuches zu untersuchen und abzugrenzen.

## Schriften
- Einführung in das Alte Testament. 5., erw. Auflage. de Gruyter, Berlin u. a. 1995, ISBN 3-11-014102-7.
- Alttestamentlicher Glaube. 11., neubearb. und erw. Auflage. Neukirchener Verlag, Neukirchen-Vluyn 2011, ISBN 978-3-7887-2560-0.
- Königtum Gottes in Ugarit und Israel (= Beihefte zur Zeitschrift für die alttestamentliche Wissenschaft. Band 80). 2., neu bearbeitete Auflage. Töpelmann, Berlin 1966.
- Die Schöpfungsgeschichte der Priesterschrift. Zur Überlieferungsgeschichte von Genesis 1,1–2,4a und 2,4b–3,24 (= Wissenschaftliche Monographien zum Alten und Neuen Testament. [WMANT] Band 17). 3., durchgesehene Auflage. Neukirchener-Verlag, Neukirchen-Vluyn 1973, ISBN 3-7887-0054-8.
- Zukunftsgewißheit und Gegenwartskritik. Studien zur Eigenart der Prophetie (= Biblisch-theologische Studien. [BThSt] Band 51). 2., erweiterte Auflage. Neukirchener-Verlag, Neukirchen-Vluyn 2002, ISBN 3-7887-1892-7.
- Exodus, Sinai und Mose (= Erträge der Forschung. [EdF] Band 191). Darmstadt 1983 (3. Auflage 1995).
- Das erste Gebot (= Theologische Existenz heute. Band 165). Kaiser, München 1970.
- Die zehn Gebote im Rahmen alttestamentlicher Ethik (= Erträge der Forschung. Band 281). Darmstadt 1993.
- Exodus
  - Teilband 1. Exodus 1–6 (= Biblischer Kommentar. Band 2,1). Neukirchener-Verlag, Neukirchen-Vluyn 1988, ISBN 3-7887-0421-7.
  - Teilband 2. Exodus 7,1–15,21 (= Biblischer Kommentar. Band 2,2). Vandenhoeck & Ruprecht, Göttingen 2019, ISBN 978-3-7887-3394-0.
- Vielfalt und Einheit alttestamentlichen Glaubens I–II. Neukirchener-Verlag, Neukirchen-Vluyn 1995.
- Die deuteronomistische Redaktion des Amosbuches. Zu den theologischen Unterschieden zwischen dem Prophetenwort und seinem Sammler. In: Zeitschrift für die Alttestamentliche Wissenschaft. Band 77, 1965, S. 168–193.
- Das Buch Jeremia. Kapitel 1–20. Vandenhoeck & Ruprecht, Göttingen 2008, ISBN 978-3-525-51243-2 (= Alte Testament deutsch. [ATD] Band 20) (vgl. dazu W. Thiel:  Evangelische Theologie. Band 68, 2008, S. 473–478).
- Das Buch Jeremia. Kapitel 21–52 (= Alte Testament deutsch. Band 21). Vandenhoeck & Ruprecht, Göttingen 2013, ISBN 978-3-525-51206-7.
- Jeremias Verkündigung in ihrer Einheit – Elemente des Zusammenhangs. In: M. Helmer, C. G. Müller (Hrsg.): „Darum, ihr Hirten, hört das Wort des Herrn“ (Ez. 34,7.9). Festschrift Bernd Willmes (= Fuldaer Studien. Band 21).  Herder, Freiburg 2017, ISBN 978-3-451-37722-8  S. 97–113.
- Die Frage nach einer „Mitte“ des Alten Testaments. In: Evangelische Theologie. Band 68, 2008 S. 168–177.
- „Der tötet und lebendig macht“. Elemente biblischer Theologie. In: Evangelische Theologie. Band 69, 2009 S. 432–443.
- Biographisches. In: S. Grätz, B. U. Schipper: Alttestamentliche Wissenschaft in Selbstdarstellungen (= UTB. Band 2920). Göttingen 2007, S. 196–207.
- Das Alte Testament in der Bibel. In: Evangelische Theologie. Band 71, 2011, S. 84–99.
- Gottes Wirken und das Handeln des Menschen. Zum Verständnis des Alten Testaments und seiner Bedeutung für den christlichen Glauben (= Biblisch-theologische Studien. Band 147). Neukirchener-Verlag, Neukirchen-Vluyn 2014, ISBN 978-3-7887-2805-2.
- Erinnerungen. epubli, Erweiterte Auflage, Berlin 2022.
- Eine Grundunterscheidung des Glaubens: Wirken Gottes und Handeln des Menschen. Alttestamentliches Erbe in Glaubenseinsichten. 2., erweiterte Auflage, CMZ-Verlag, Rheinbach 2023, ISBN 978-3-87062-367-8.
- Theologische Einsichten im Exodusbuch(= Biblisch-theologische Studien. Band 194). Vandenhoeck & Ruprecht, Göttingen 2023, ISBN 978-3-525-56092-1 – enthält eine Zusammenfassung der Ergebnisse von Schmidts Arbeit an seinem Exoduskommentar mit einem ausführlichen exegetischen und einem methodisch-prinzipiellen Teil, in dem er noch einmal die Sachgemäßheit der Quellenscheidung im Pentateuch aufzeigt
- Jeremia und seine Verkündigung. Mit einem Überblick über das alttestamentliche Erbe. Vandenhoeck & Ruprecht 2025, ISBN 978-3-525-50224-2 (doi:10.13109/9783666502248).

## Sekundärliteratur
- Hartmut Löwe: Ein Blick von außerhalb des Faches auf den Alttestamentler Werner H. Schmidt, in: Stefan Beyerle u. a. (Hrsg.): Viele Wege zu dem Einen, Neukirchener Verlagsges., Neukirchen-Vluyn 2012, ISBN 978-3-7887-2537-2 (BThSt 121), S. 109–115.
- Winfried Thiel: Zum literarischen Œuvre von Werner H. Schmidt, in: ebd., S. 117–132.
- Heinz Janssen: Eine Einladung mitzudenken. Einblicke in das Werk des Alttestamentlers Werner H. Schmidt. In: Deutsches Pfarrerblatt 4/2022, S. 229–233 (online).
- Heinz Janssen: Alttestamentliches Erbe. Eine Würdigung von Professor Dr. Werner H. Schmidt zu dessen 90. Geburtstag. In: Deutsches Pfarrerblatt 6/2025 (online)-